# Franz Sigrist
Franz Sigrist (* 23. Mai 1727 in Breisach; † 21. Oktober 1803 in Wien) war ein österreichischer Maler und Kupferstecher.

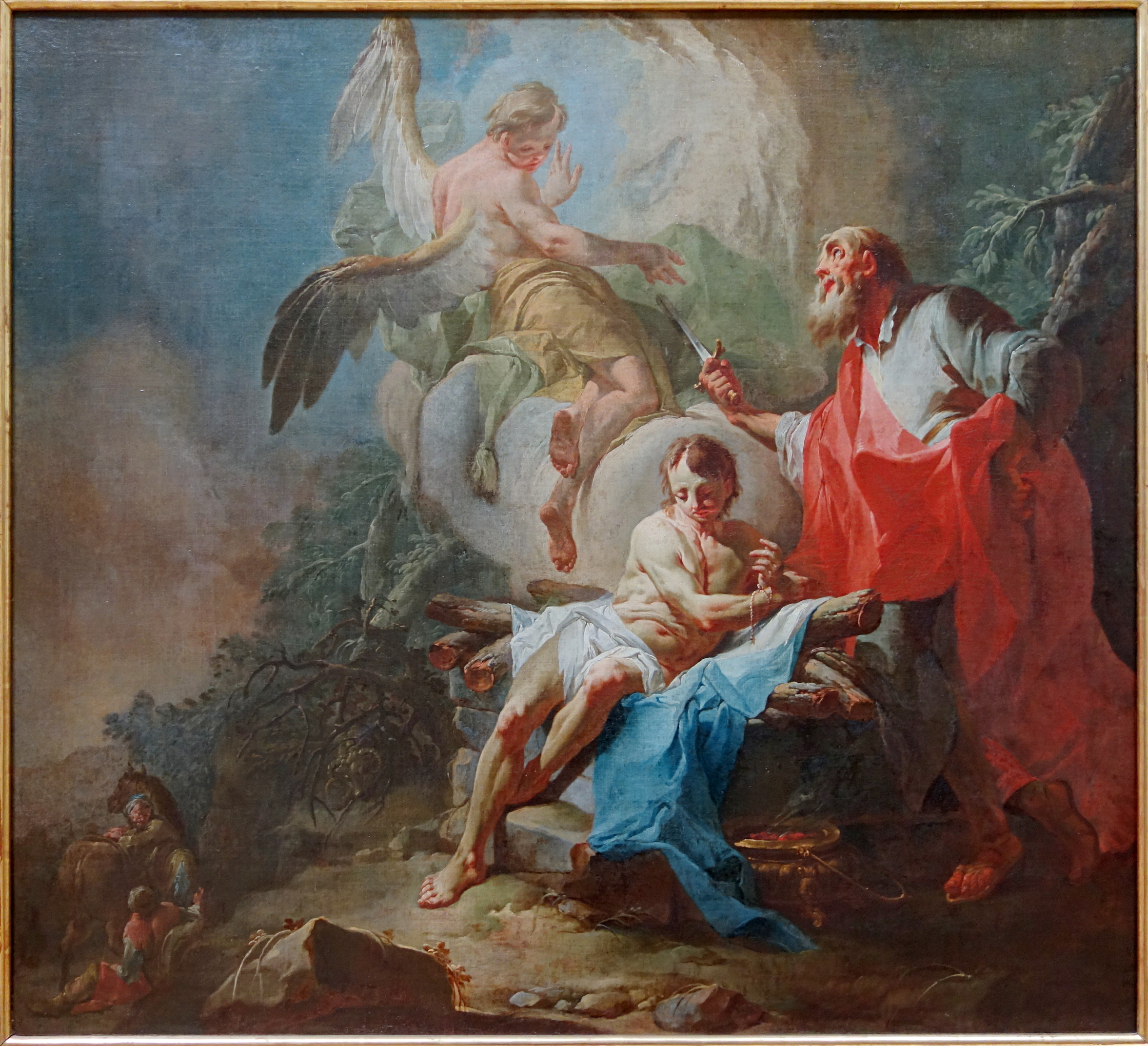
Die Opferung Isaaks, Franz Sigrist, Öl/Lw., 90 cm × 98,5 cm, Lille, Palais des Beaux Arts.

## Biografie
Franz Sigrist wurde in Breisach am Rhein, im damaligen Vorderösterreich, als sechstes von neun Kindern des Ehepaares Franziskus Sigrist, Bürger von Breisach (1665–1735), und Maria Magdalena geb. Sengelbach (1693–1737), geboren. Im Alter von 17 Jahren kam Franz Sigrist nach Wien, wurde an der Kaiserlich-königlichen freyen Hofacademie der Mahler, Bildhauer und Baukunst aufgenommen und studierte bei Paul Troger und anderen Malern wie Jacob van Schuppen.
1746 wird die Akademie wegen der finanziell prekären Situation in Folge der beiden Schlesischen Kriege für drei Jahre geschlossen, in denen Sigrist in privaten Ateliers arbeitet. Nach Wiedereröffnung der Akademie wird er 1749 in der Studentenmatrik als Schüler der Zeichenklasse geführt. Am 17. Februar desselben Jahres heiratet er in der Wiener St. Ulrichskirche Elisabeth Aschenberger (1725-1818). Nach Wiedereröffnung der Akademie unter der
Leitung von Paul Troger und Michelangelo Unterberger hatte sich Sigrist 1752 an den jährlich abgehaltenen »Wettbewerben« der Malereiklasse (später wohl mit der Präsentation von »Diplomarbeiten« vergleichbar) beteiligt und dabei mit seiner Interpretation des Themas »Job mit geschwären geschlagen, auf einem Misthaufen sitzend, zwischen seinem Weib und dreyen Freunden. Job 2. C. Vers 7 bis Ende« die zweithöchste Stimmenanzahl des Kollegiums nach dem neun Jahre älteren Johann Wenzel Bergl und somit die Silbermedaille errungen. Über das Ereignis der feierlichen Preisverleihung durch Rektor Michelangelo Unterberger am 27. Oktober 1752 im Beisein Kaiserin Maria Theresias und zahlreicher in- und ausländischer Festgäste berichtet das Wienerische Diarium in Nr. 88 vom 1. November auf Seite 5 ausführlich. Mit dieser Auszeichnung war die begehrte kaiserliche Erlaubnis, „auf eigene Rechnung zu arbeiten“, verbunden.
Bald danach entwickelt Sigrist in der Komposition und der Behandlung des Lichts den barocken Stil Paul Trogers weiter, entfernt sich damit von einer gewissen akademischen Schwere und erreicht damit eine individuelle Steigerung des Ausdrucks, der oft mit jenem von Franz Anton Maulbertsch und Josef Ignaz Mildorfer verglichen wird, sich jedoch nicht unwesentlich von diesem unterscheidet.

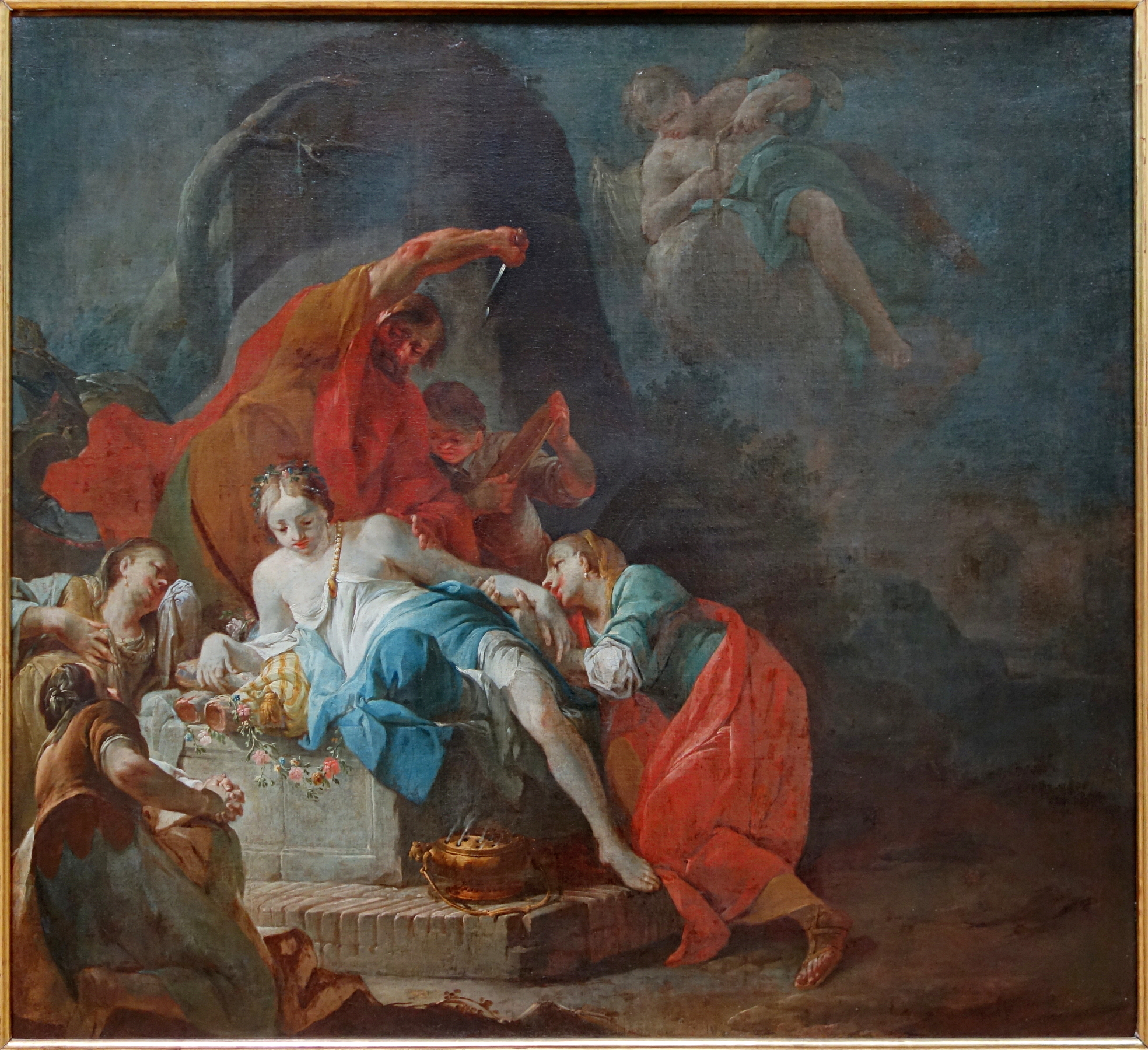
Die Opferung der Tochter Jephtas, Franz Sigrist, Öl/Lw., 90 cm × 98,5 cm, Lille, Palais des Beaux Arts.

## Augsburg
Bald nach Beendigung des Studiums lebt Sigrist 1754 bis 1762 mit Familie in Augsburg, wo er als vielbeschäftigter Hofmaler des Fürstbischofs von Augsburg, Joseph Ignaz Philipp von Hessen-Darmstadt, fungiert. Bereits 1754 wird er Mitglied der neu gegründeten Kaiserlich Franciscischen Akademie der Freien Künste und Wissenschaften in Augsburg und 1755 zum Professor für Malerei ernannt.

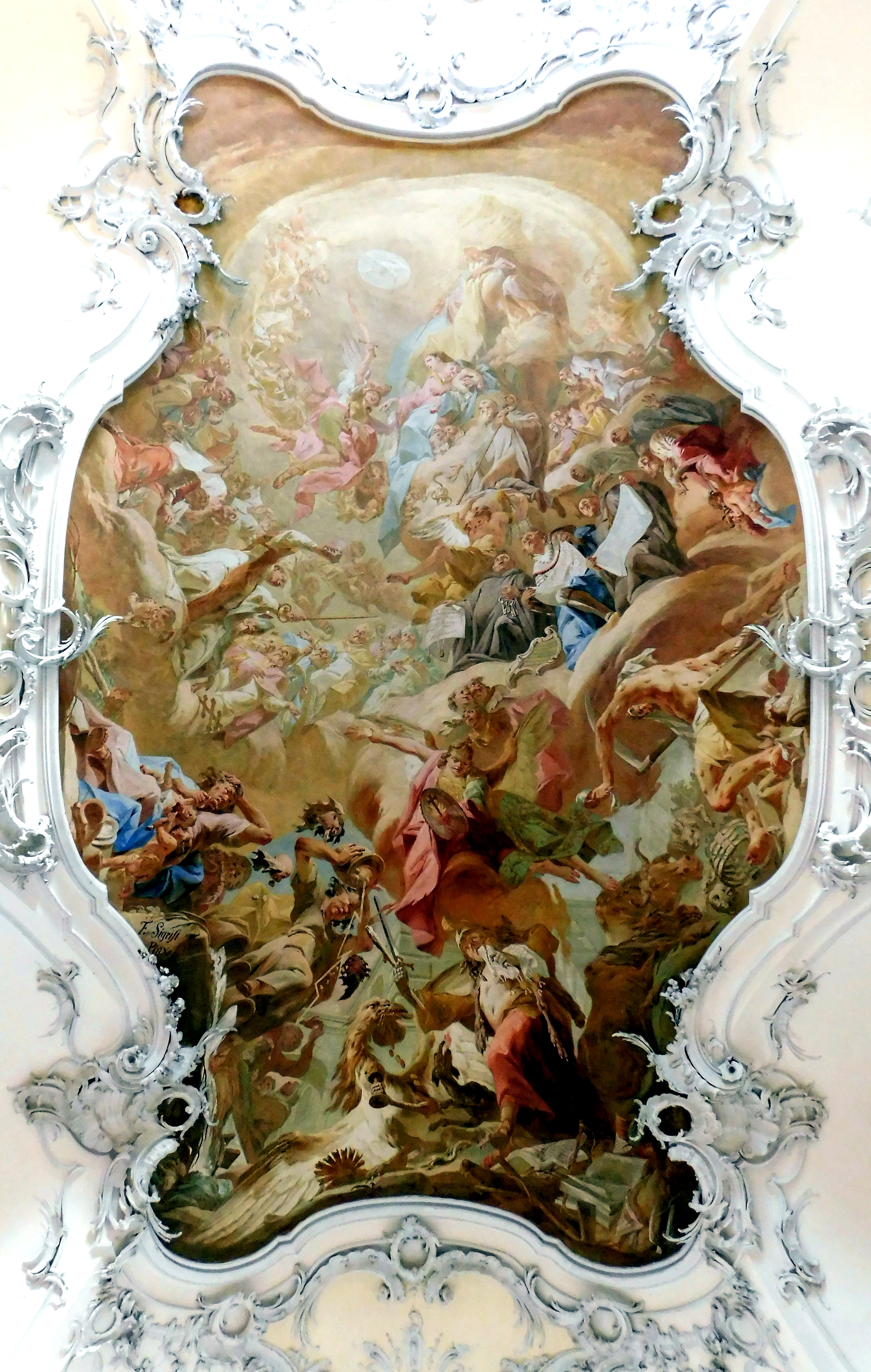
Der Marianische Schutz, Mittleres Deckenfresko in der Vorhalle des Münsters von Zwiefalten (Baden-Württemberg), Franz Sigrist, 1758.

In dieser Zeit (1758) betraut ihn der Reichsabt des Benediktiner-Münsters in Zwiefalten, Benedikt Mauz (1690–1765), mit der Schaffung von drei bemerkenswerten illusionistischen Deckenfresken in der Vorhalle des neu errichteten Münsters rund um das Thema „Der Marianische Schutz“. Kurz danach malt Sigrist das Chorfresko Immaculata in der Pfarrkirche Mariä Himmelfahrt in Seekirch (1760).

## Rückkehr nach Wien
In der zweiten Jahreshälfte von 1762 kehrt Sigrist mit Familie zurück nach Wien, wo ihn 1764 – neben anderen Kollegen – der neue Direktor der Akademie der bildenden Künste, der Hofmaler Martin van Meytens, dessen Bekanntschaft er bereits an der Franciscischen Akademie in Augsburg gemacht hatte, für einen Großauftrag des kaiserlichen Hofes – Schaffung von sechs Zeremonienbildern von der Krönung Erzherzogs Josephs, dem späteren Kaiser Josef II. zum römisch-deutschen König im Kaiserdom St. Bartholomäus von Frankfurt am Main – engagiert. Über die öffentliche Präsentation von fünf Zeremonienbildern im Belvedere berichtet das Wienerische Diarium in seiner Nummer 100 vom 16. Dezember 1767 ausführlich. 1772 wird Sigrist mit der Schaffung von Deckenfresken oberhalb der Chorfenster, der wandumspannenden Architekturmalerei (beide nicht mehr erhalten) und des Freskos Pharisäer und Zöllner unter dem Orgelchor der Lichtentaler Pfarrkirche beauftragt (Bedauerlicherweise sind bei einer späteren Restaurierung die Architekturelemente dieses Freskos teilweise perspektivisch „verunglückt“). Aus dem Jahr 1773 stammt Sigrists großes Gemälde Neun Chöre der Engel für den hinteren rechten Seitenaltar der Pfarrkirche Mariä Himmelfahrt in Langegg.
Drei von Sigrists Söhnen – Johann Baptist (1755–1807), Franz Anton (1758–1836) studieren in den 1770er Jahren und Ignaz Franz (1766−?) ab 1782 − ebenfalls Malerei an der Wiener Akademie.

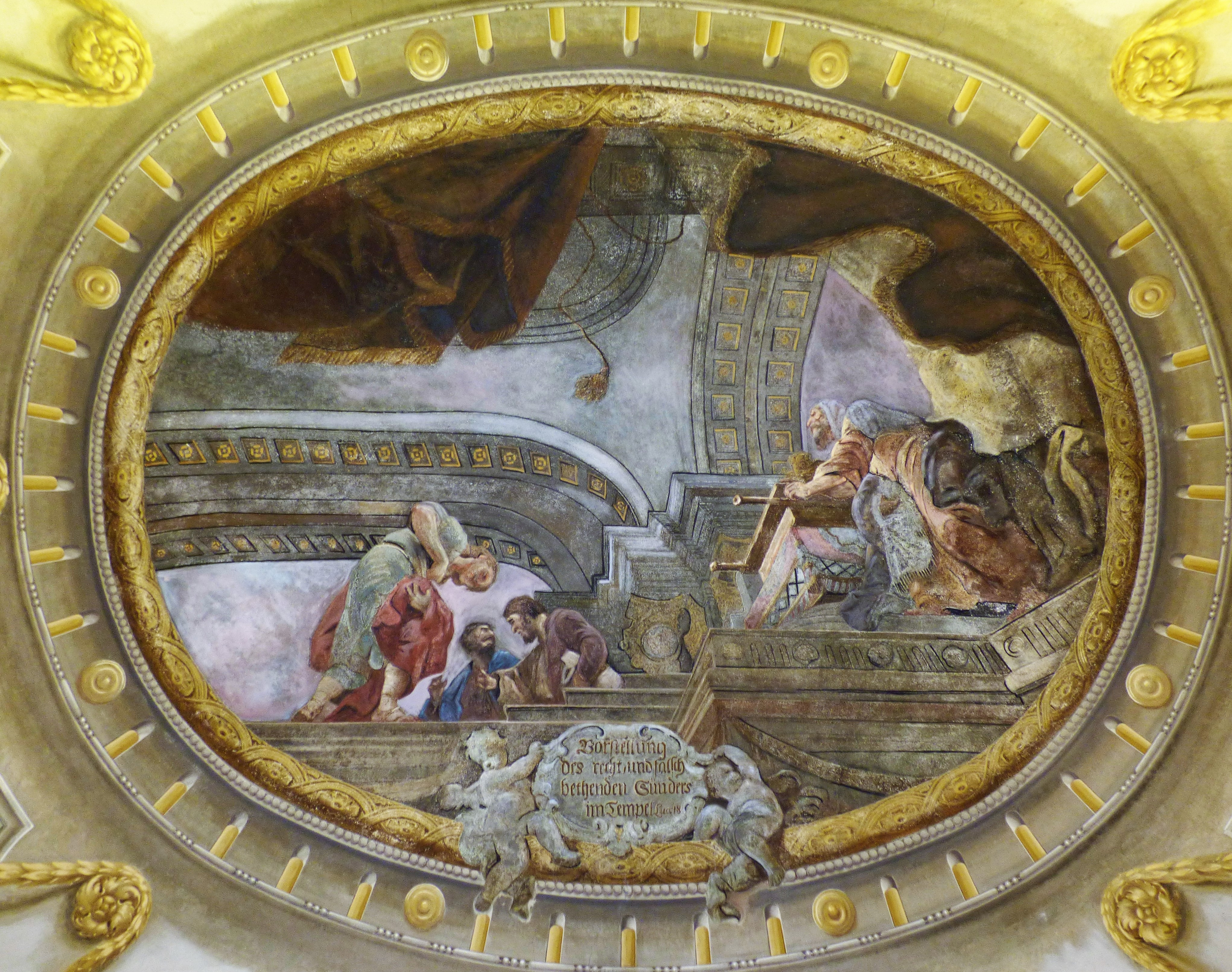
Pharisäer und Zöllner, Lichtentaler Pfarrkirche Wien, Fresko unter der Orgelempore, Franz Sigrist, 1772/73.

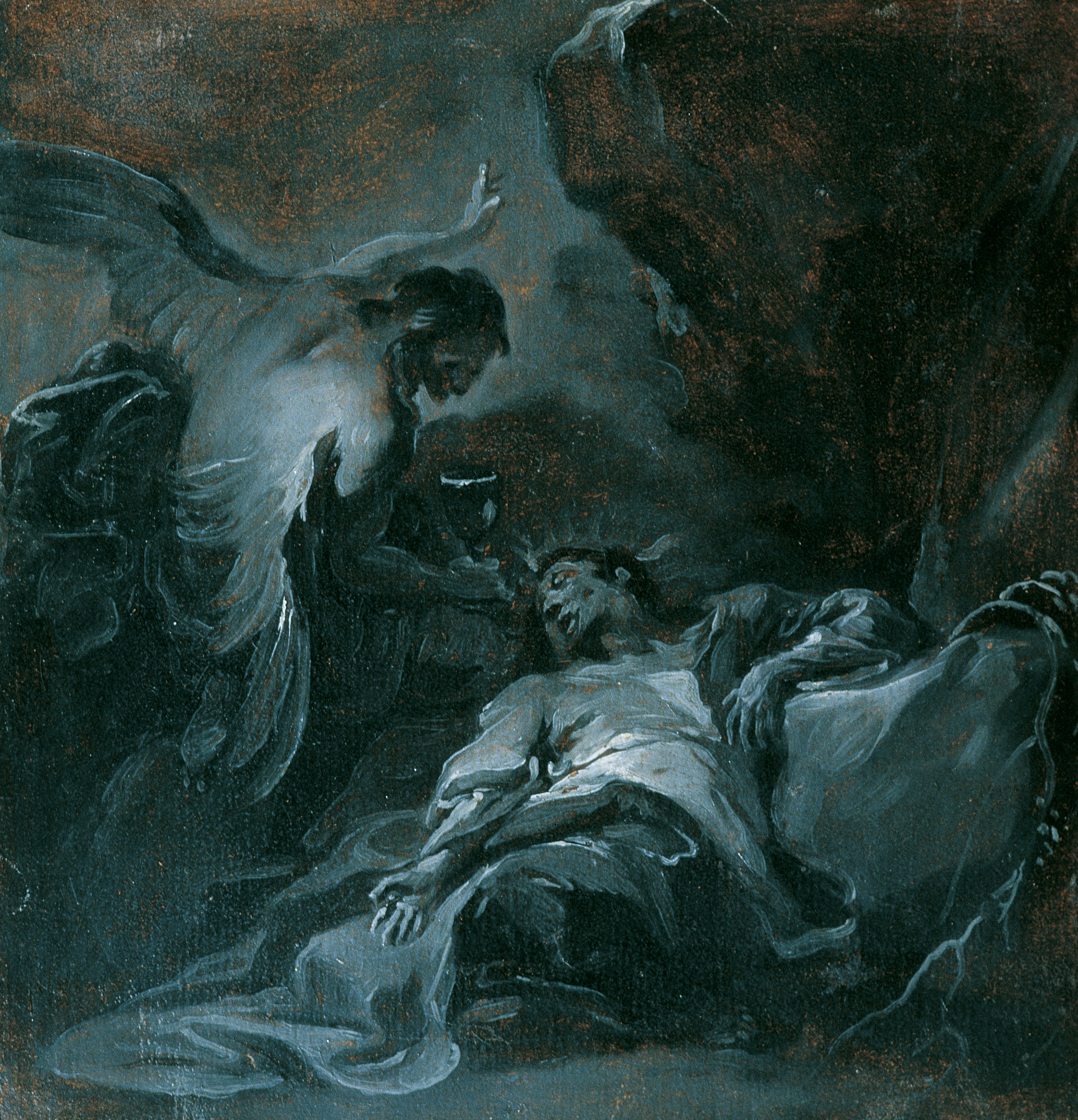
Christus am Ölberg (II), 1780, Österreichische Galerie Belvedere.

## Späte Schaffensphase und Tod
Abgesehen von Sigrists zahlreichen Stichen und Gemälden religiöser Thematik sowie seinen Allegorien (so etwa für die „Hertel-Stiche“) ist vor allem in Sigrists späterer Schaffensperiode das von Bischof Karl Eszterházy in Auftrag gegebene monumentale Deckenfresko im Festsaal des 1773 neuerrichteten damaligen „Lyceum“ (der heutigen Universität) in Eger (deutsch: Erlau), (Architekt Josef Gerl) – das größte von Sigrists erhaltenen Werken – sowie die von ihm gestaltete wandumspannende Scheinarchitektur in Grisaille-Technik hervorzuheben. Das Deckengemälde, bei dem Sigrist sich deutlich vom barocken Illusionismus zu Gunsten eines aufklärerischen Weltbildes abwendet, stellt die „Vier Fakultäten“ (Theologie, Philosophie, Jurisprudenz und die damals noch zu gründende Medizin) dar und gehört stilistisch bereits zu einem der frühesten Werke des „Klassizismus“ (1781).
Zu den späten Arbeiten des Siebzigjährigen zählen u. a. das Hauptaltarfresko Die Heilige Dreifaltigkeit in der katholischen Pfarrkirche Rust am See (das durch spätere Übermalungen nur mehr fragmentarisch Sigrists Hand erkennen lässt) sowie die beiden Seitenaltargemälde (rechts Der heilige Joseph mit dem Jesusknaben, links Der heilige Stephan vor der Muttergottes) aus dem Jahr 1798. Aus 1800 stammt Sigrists Altarbild Himmelfahrt Mariens in der Seitenkapelle der Pfarrkirche von Unterfrauenhaid, in der übrigens Franz Liszt am 23. Oktober 1811 getauft wurde.
Franz Sigrist stirbt am 21. Oktober 1803 im 77. Lebensjahr in Wien, seine Witwe Elisabeth überlebt Sigrist um 15 Jahre und verstirbt in Wien 1818 im 93. Lebensjahr.

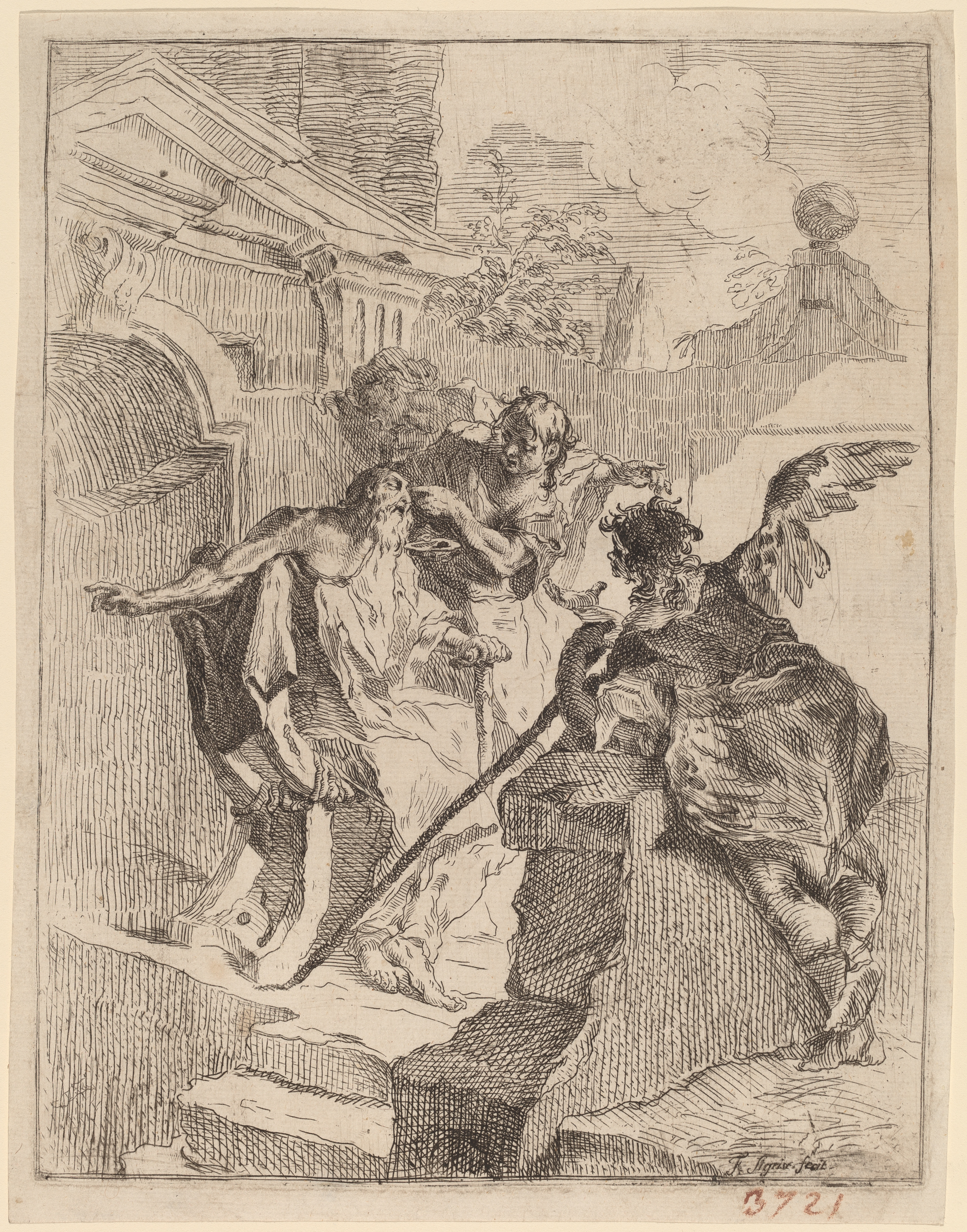
Tobias heilt seinen Vater mit der Fischgalle, 1753, National Gallery of Art, Washington DC.
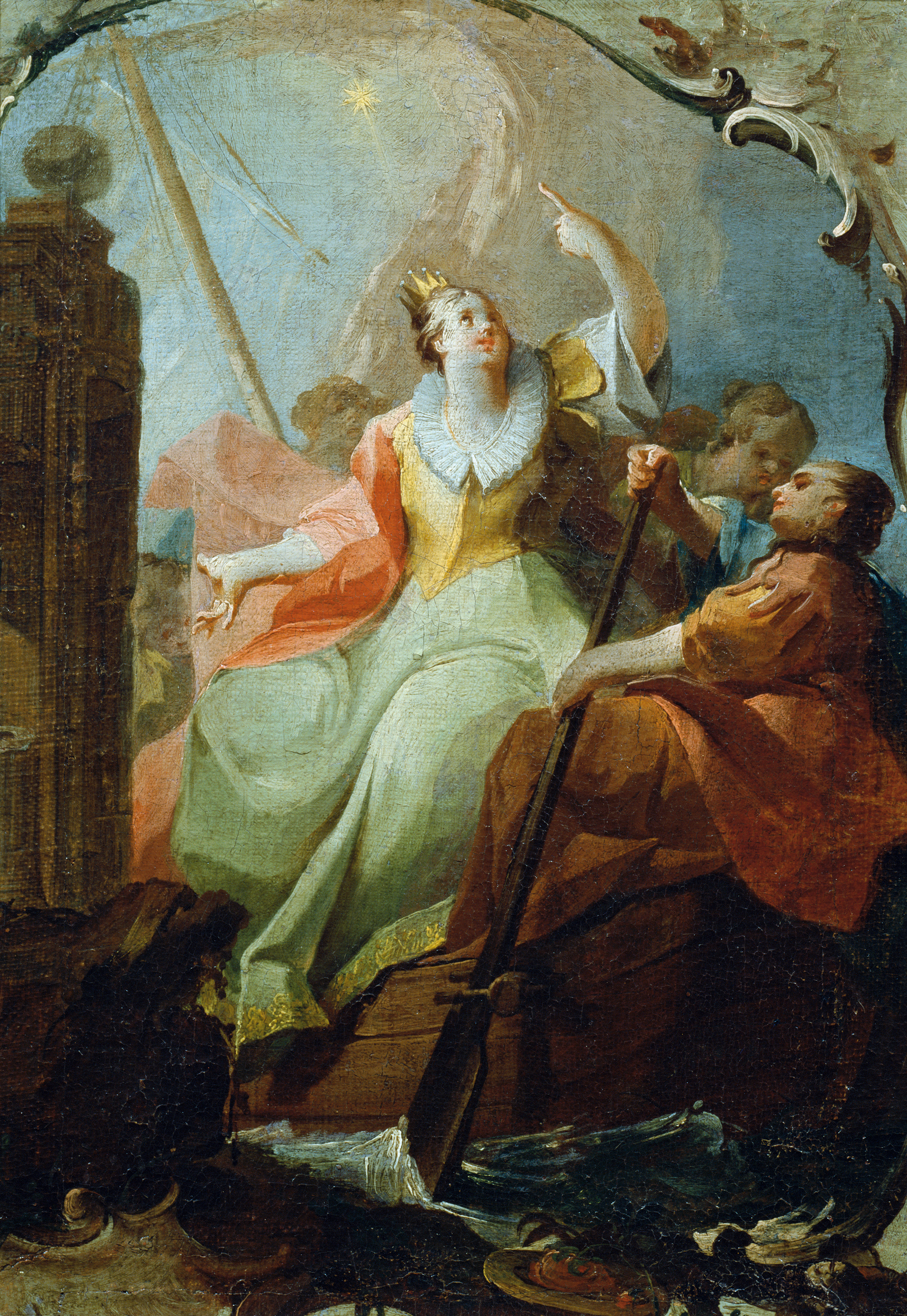
Die heilige Ursula, 1753, Österreichische Galerie Belvedere.
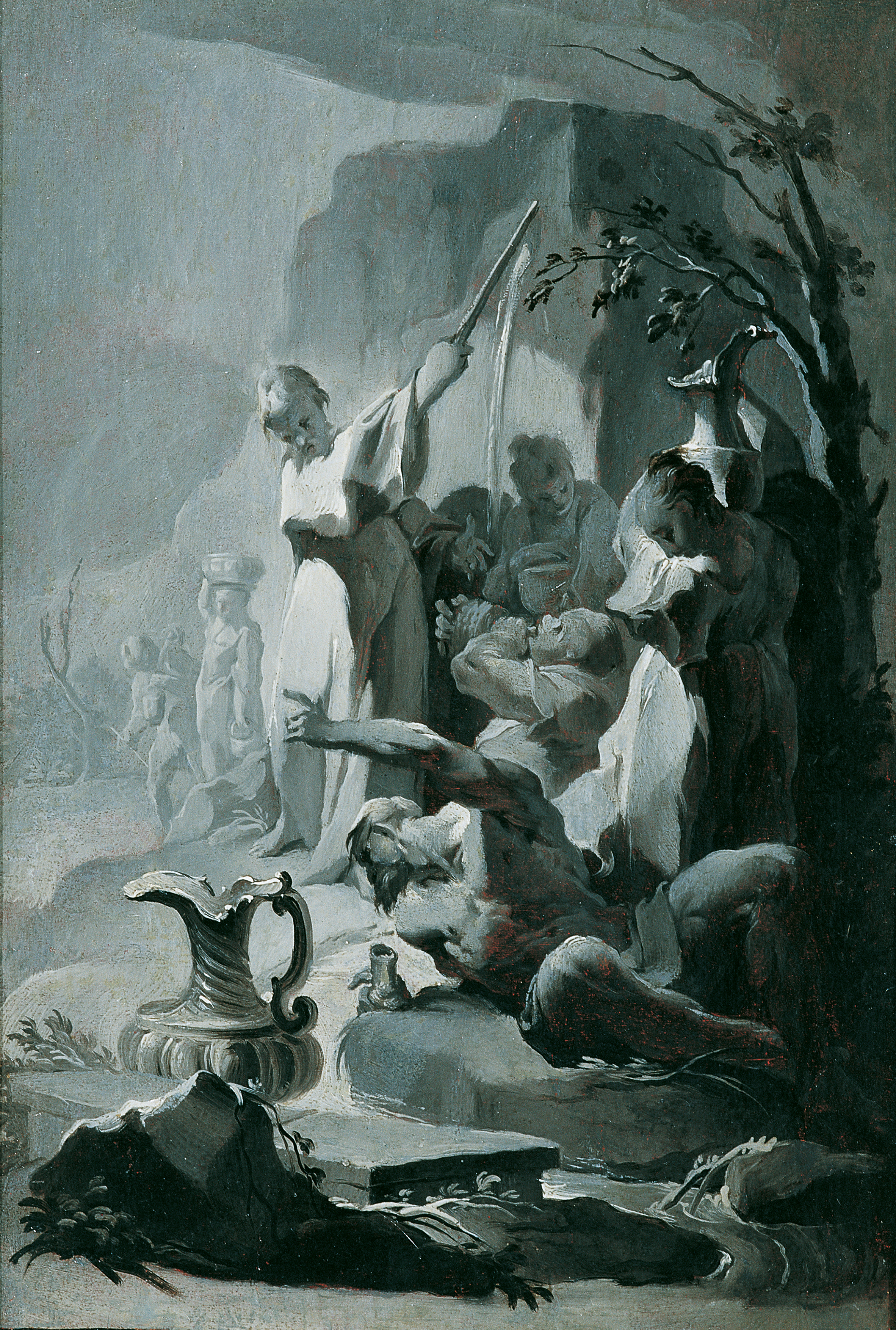
Das Quellwunder Mosis, 1755, Österreichische Galerie Belvedere.
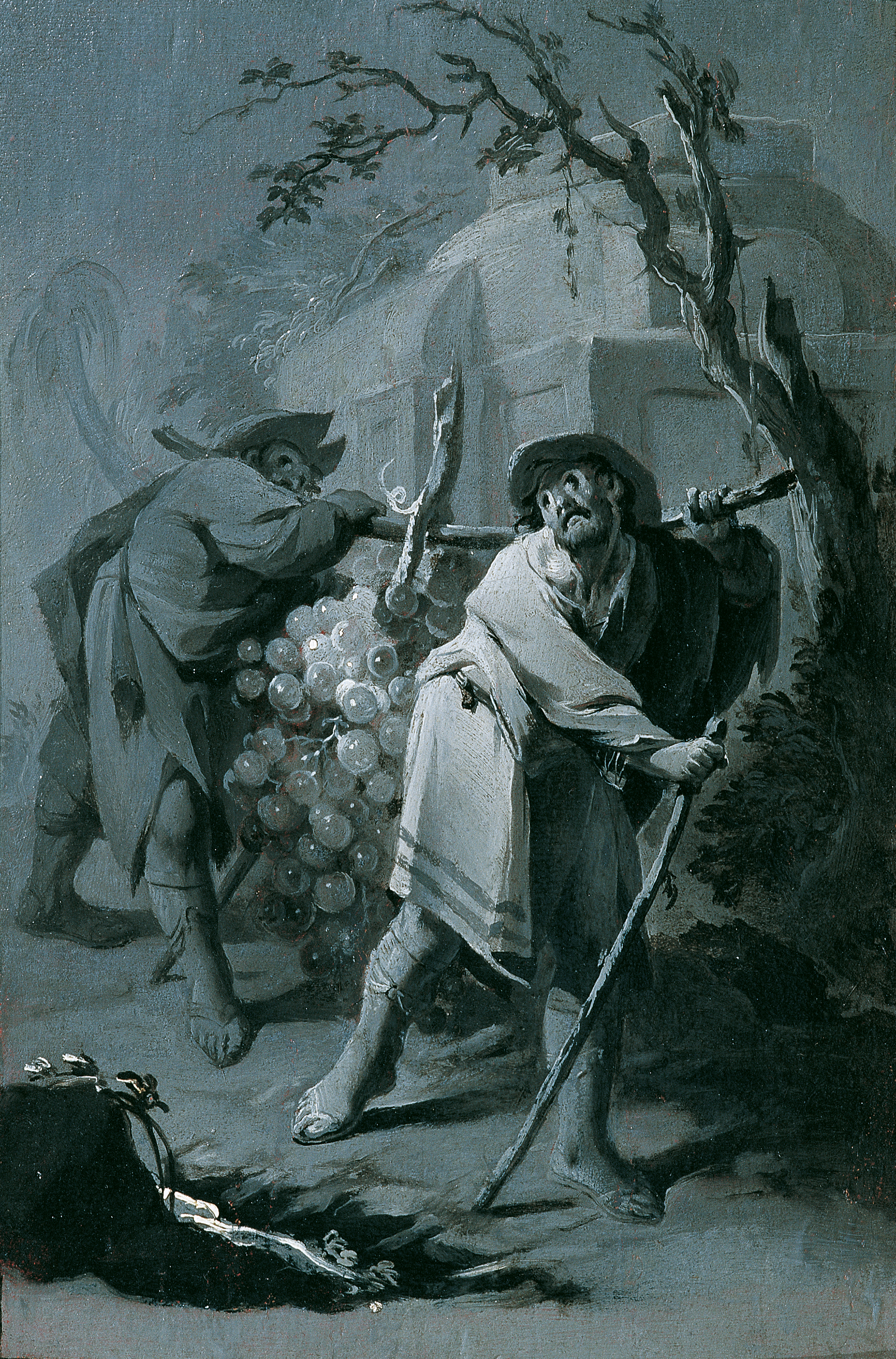
Die Kundschafter mit der Traube, 1755, Öl auf Leinwand auf Holzplatte, 31 × 21 cm, Österreichische Galerie Belvedere.
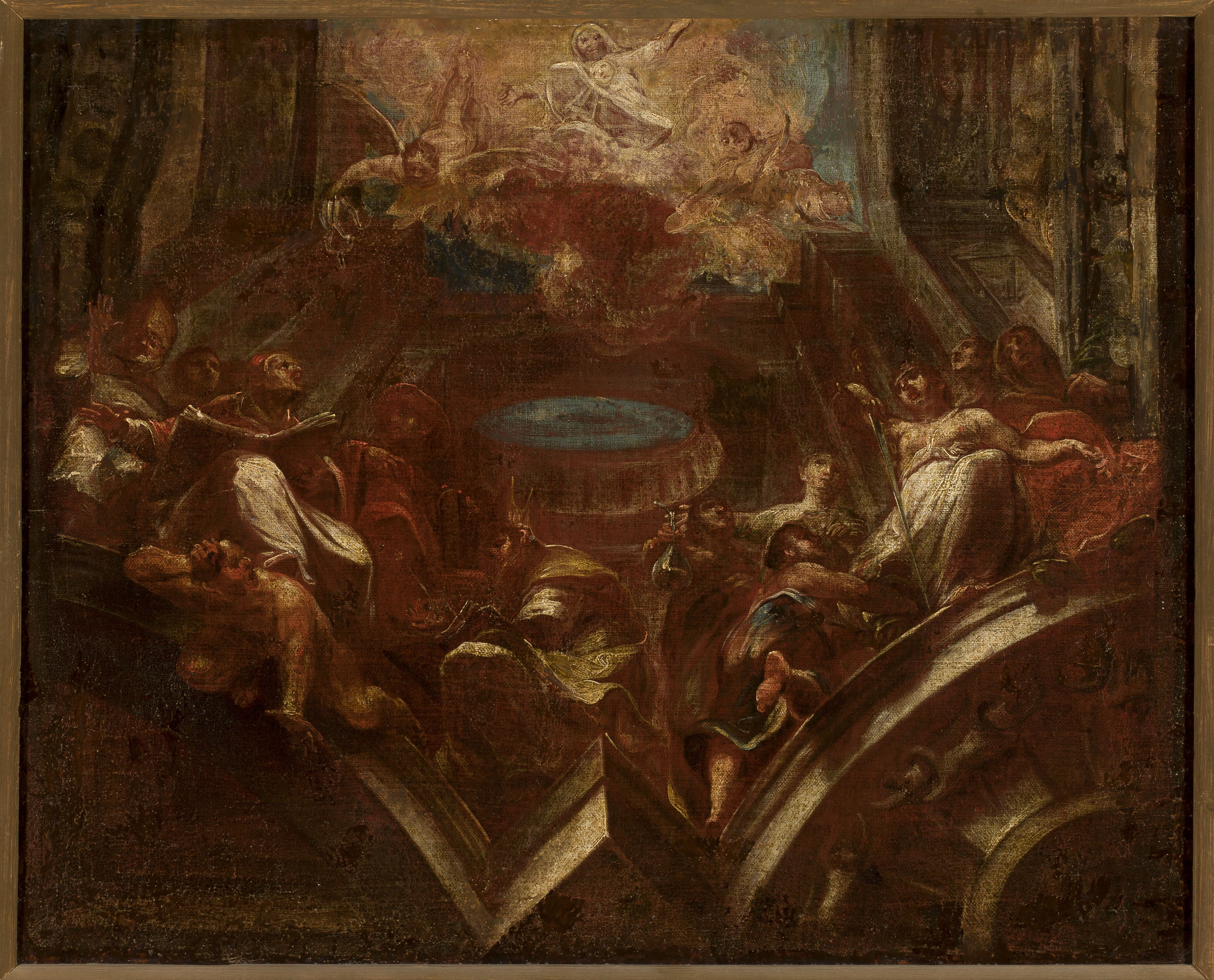
Anbetung Mariens, Entwurf für ein Deckenfresko, Öl auf Leinwand, 57 × 61,5 cm. Nationalmuseum Warschau.
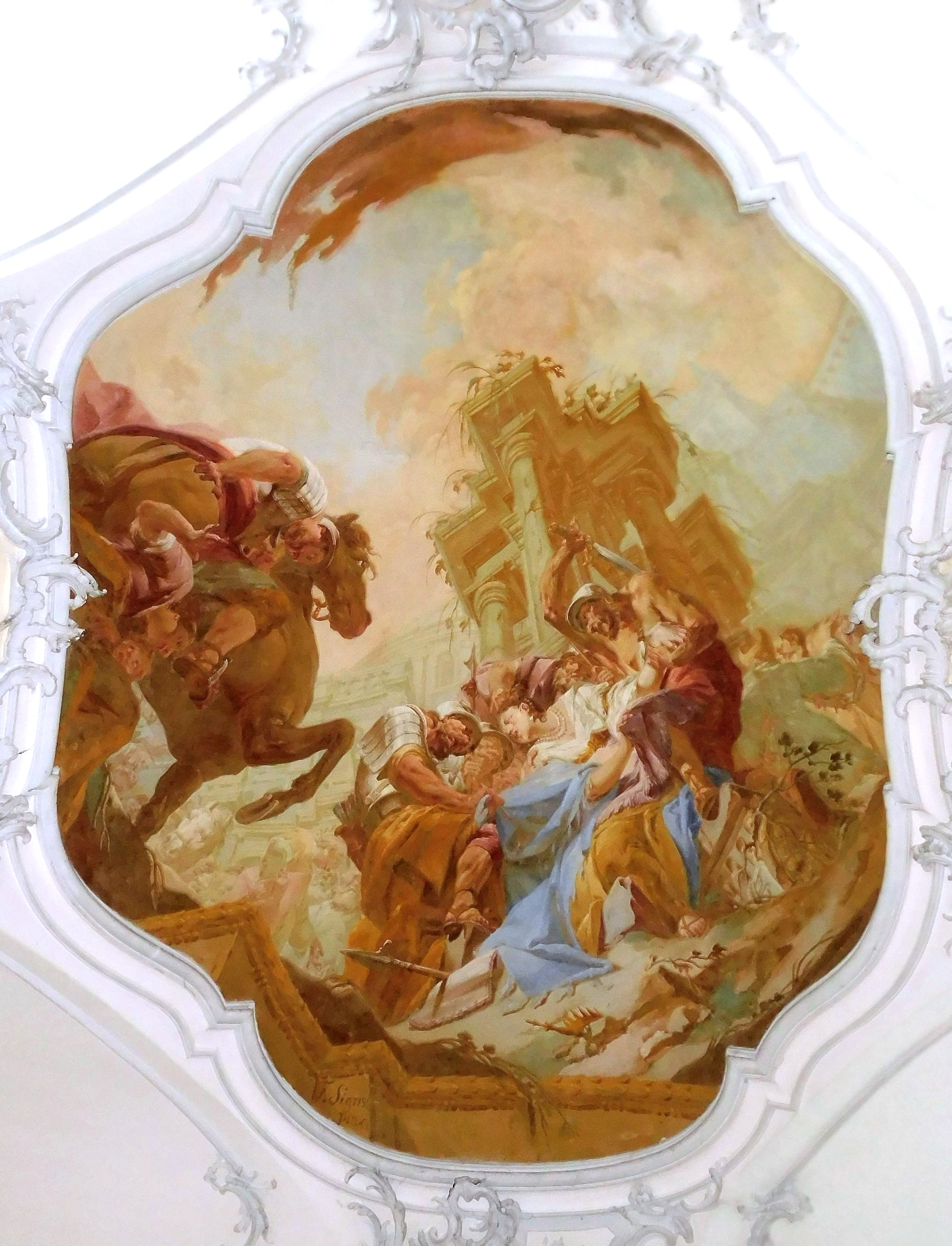
Franz Sigrist, Die Bestrafung der Königin Athalia, 1758, Zwiefalter Münster, linkes Vorhallenfresko.
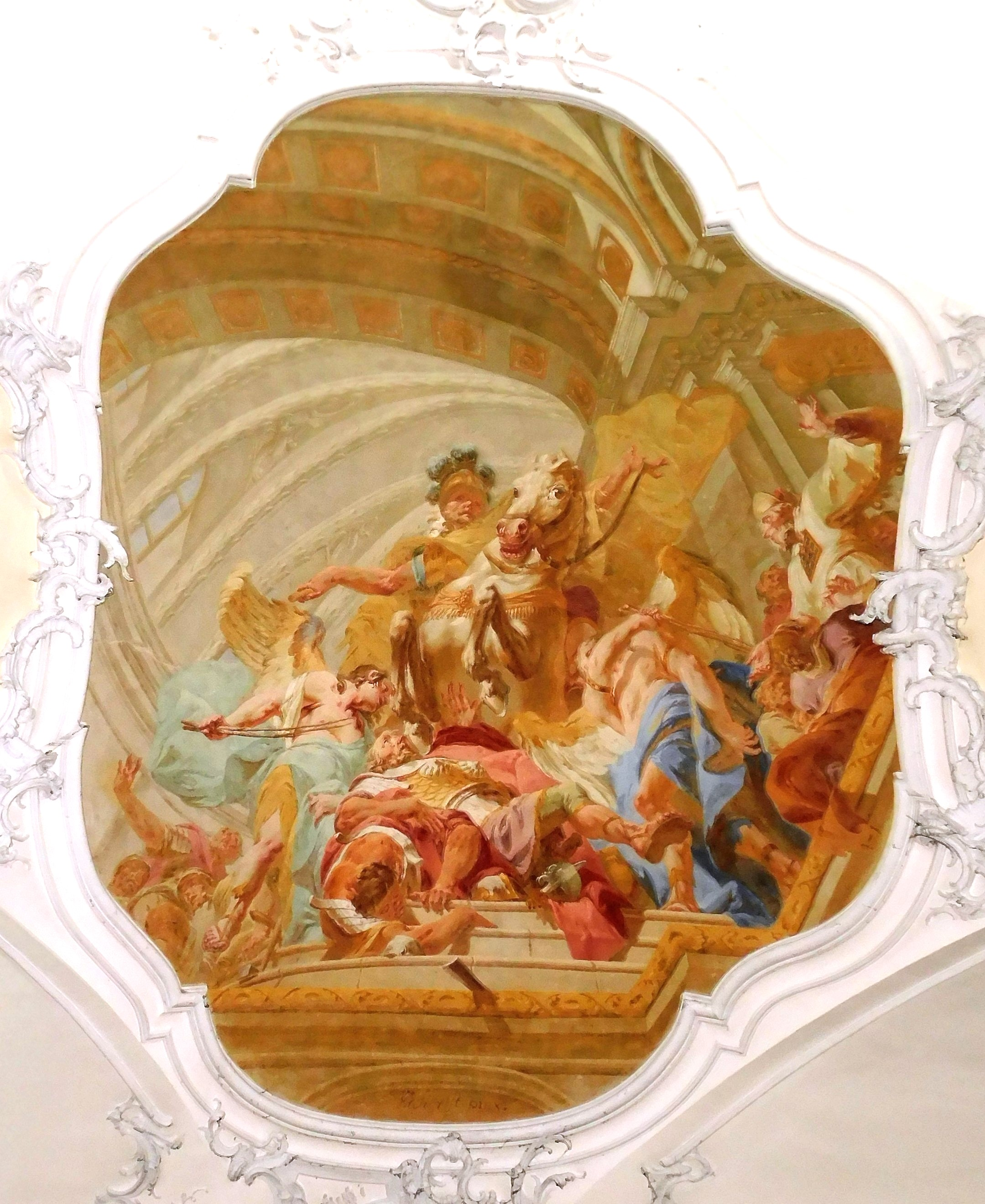
Franz Sigrist, Die Vertreibung des Heliodor aus dem Tempel von Jerusalem, 1758, Zwiefalter Münster, rechtes Vorhallenfresko.
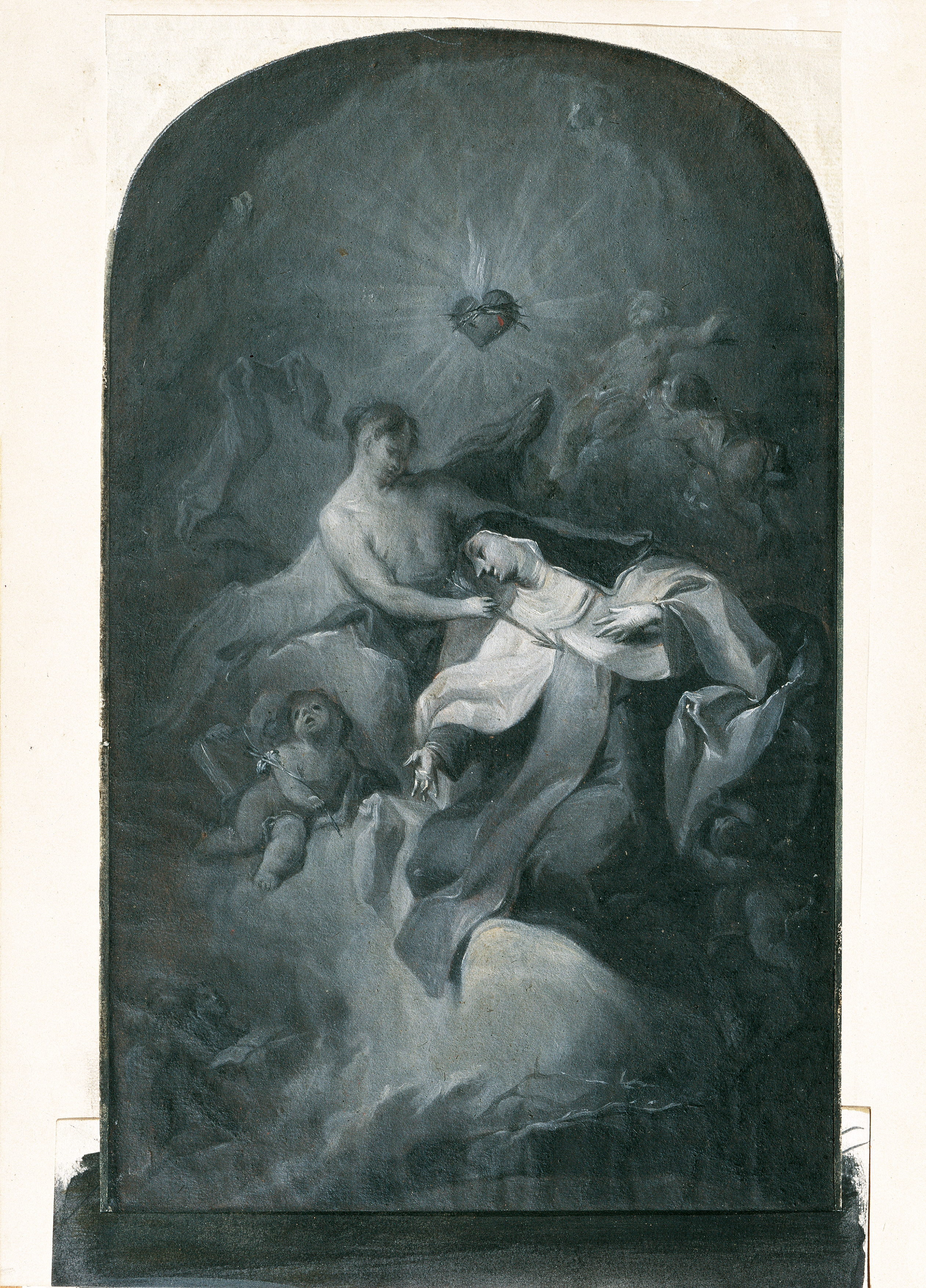
Entwurf für einen Theresienaltar, zwischen 1765 und 1770, Österreichische Galerie Belvedere.
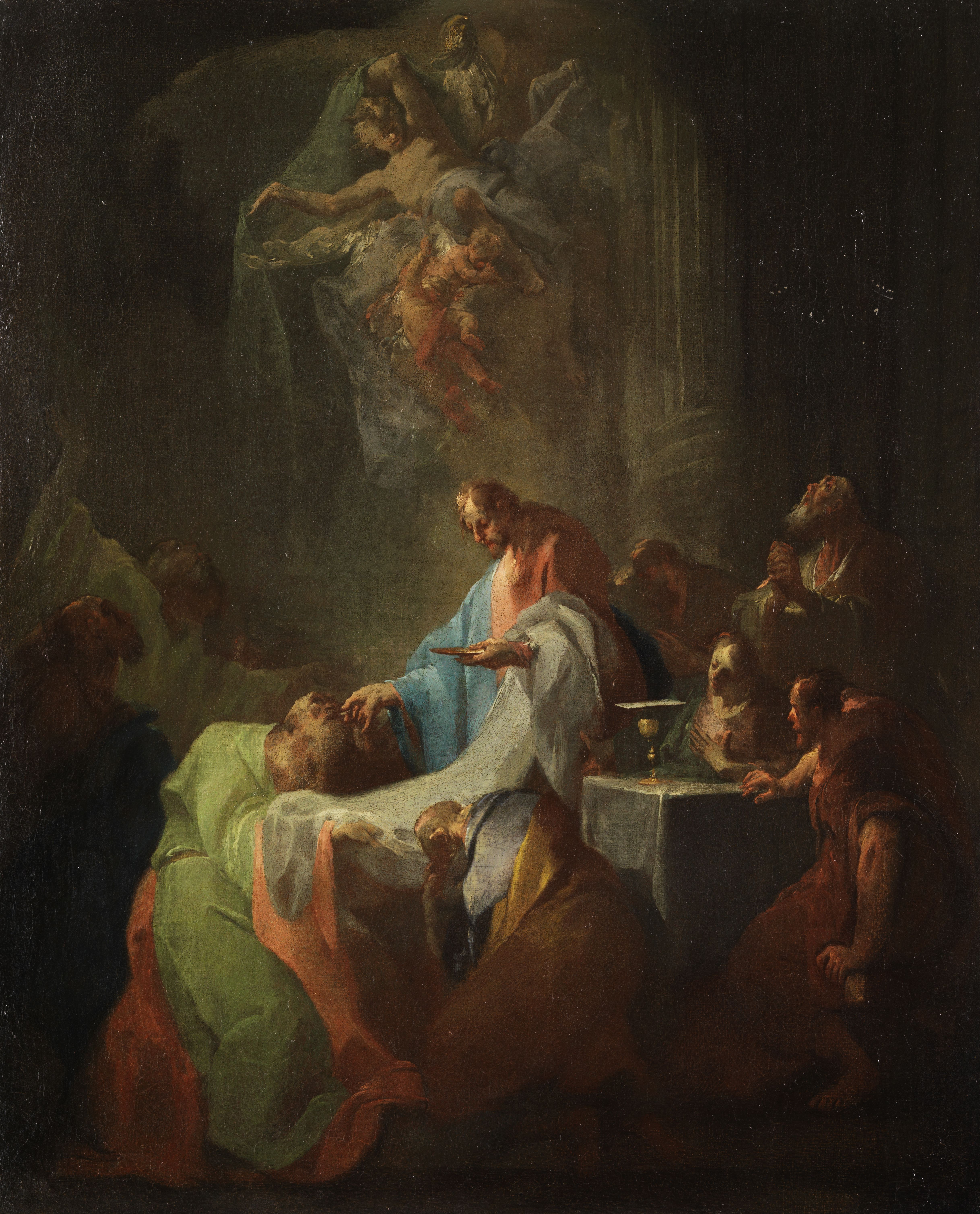
Jesus teilt seinen Jüngern die Kommunion aus, 1803, Österreichische Galerie Belvedere.

Sigrists Geburtsstadt Breisach am Rhein hat zu seinen Ehren nach ihm eine Straße benannt.
Der Arzt, Zoologe und Komponist Peter Kempny (1862-1906) war ein Ururenkel Franz Sigrists.